# اشتاد یزدیار
اشتاد یزدیار (به معنی کسی که یار اشتادیزد است) افسر نظامی ایرانی در دوران پادشاهی خسرو پرویز ساسانی بود.
نام او نخستین بار در ۶۰۶/۷ ذکر شده و گفته شده که او یکی از فرماندهان سپاه ساسانی بوده که ارمنستان را فتح کرده‌ است و جانشین فرمانده پیشین ساسانی، سنیتم خسرو شده است. تئودیوس، فرزند امپراتور پیشین بیزانس، موریس (یا حداقل کسی که ادعا می‌کرد تئودیوس است) در طی فتح ارمنستان، در کنار اشتاد یزدیار بوده است. وی خیلی زود موفق شد تا ارتش بیزانسی در فاسیان را تار و مار کند و آن‌ها را تا ساتالا دنبال کرد. او سپس تا ارزروم پیشروی کرد و موفق شد؛ تا شهر را با نشان دادن تئودیوس به محاصره درآورد. او سپس چندین شهر ارمنی همچون سیتاریزوم، سالاتا، نیکوپولیس و آپاسیتای را به تصرف خود درآورد، پس از آن دیگر نامی از اشتاد یزدیار در منابع آورده نشده است.